# Capela romano-catolică din Odorheiu Secuiesc
Capela romano-catolică din Odorheiu Secuiesc este un monument istoric și de arhitectură din secolele XIII-XVI.
Stilul arhitectural e romanic. Arheologul Mariana Beldie a efectuat în 1973 primele excavări. Majoritatea specialiștilor în istoria artei consideră ca această capela a fost construită în sec. XIII. Construcții asemănătoare, având forma "rotundă", sunt: Capela "Sfânta Ana" din Gheorgheni (județul Harghita), Capela "Sfântul Ștefan" din Sânzieni și încă una la Doboșeni (județul Covasna). 
Tavanul capelei din Odorheiu Secuiesc e de 4 m înălțime, frescele fiind realizate în sec. XVII de András și de János Asztalos din localitatea harghiteană Sâmbătești, dar au fost șterse în 1903. Capela e împrejmuită de un zid de piatră în formă triunghiulară. Intrarea principală la capelă e gravată cu anul "1771".
Ansamblul este format din următoarele monumente:
- Capela romano-catolică „Inima lui Isus” (cod LMI HR-II-m-A-12893.01)
- Zid de incintă (cod LMI HR-II-m-A-12893.02)